# Tornadura
Die Tornadura war ein spanisches Feld- und Flächenmaß für Reisfelder.
- 1 Tornadura = 10 Quadratfuß

Nicht verwechseln mit dem italienischen Tornatura.